# Министр иностранных дел Грузии
Министр иностранных дел Грузии (груз. საქართველოს საგარეო საქმეთა მინისტრი) — глава внешнеполитического ведомства Грузии. Министр иностранных дел Грузии назначается на должность и отстраняется от должности Президентом Грузии.
Текущий министр — Мака Бочоришвили.

## Список министров

### Министры иностранных делГрузинской демократической республики
| # | Министр                    | Фото | Период нахождения в должности | Партия                                               | В подчинении правительства |
| - | -------------------------- | ---- | ----------------------------- | ---------------------------------------------------- | -------------------------- |
| 1 | Акакий Иванович Чхенкели   |      | 26 мая — ноябрь 1918          | Грузинская социал-демократическая партия меньшевиков |                            |
| 2 | Евгений Петрович Гегечкори |      | ноябрь 1918—1921              | Грузинская социал-демократическая партия меньшевиков |                            |

### Главы органа иностранных делГрузинской ССР
| #                                                 | Министр                                           | Фото                                              | Период нахождения в должности                     | Партия                                            | В подчинении правительства                        |                                                   |                                                   |
| Народные комиссары иностранных дел Грузинской ССР | Народные комиссары иностранных дел Грузинской ССР | Народные комиссары иностранных дел Грузинской ССР | Народные комиссары иностранных дел Грузинской ССР | Народные комиссары иностранных дел Грузинской ССР | Народные комиссары иностранных дел Грузинской ССР | Народные комиссары иностранных дел Грузинской ССР | Народные комиссары иностранных дел Грузинской ССР |
| ------------------------------------------------- | ------------------------------------------------- | ------------------------------------------------- | ------------------------------------------------- | ------------------------------------------------- | ------------------------------------------------- | ------------------------------------------------- | ------------------------------------------------- |
| 1                                                 | Александр Семёнович Сванидзе                      |                                                   | 1921 — 1923                                       | РКП(б)                                            |                                                   |                                                   |                                                   |
| В 1923—1944 гг. Наркомат ликвидирован             |                                                   |                                                   |                                                   |                                                   |                                                   |                                                   |                                                   |
| 2                                                 | Георгий Иванович Кикнадзе                         |                                                   | 1944 — 1946                                       | ВКП(б)                                            |                                                   |                                                   |                                                   |
| Министры иностранных дел Грузинской ССР           |                                                   |                                                   |                                                   |                                                   |                                                   |                                                   |                                                   |
| 1                                                 | Георгий Иванович Кикнадзе                         |                                                   | 1946—1953                                         | ВКП(б)                                            |                                                   |                                                   |                                                   |
| 2                                                 | Арчил Александрович Гигошвили                     |                                                   | 1953—1954                                         | КПСС                                              |                                                   |                                                   |                                                   |
| 3                                                 | Митрофан Ионович Кучава                           |                                                   | 16 января 1954—1962                               | КПСС                                              |                                                   |                                                   |                                                   |
| 4                                                 | Арчил Александрович Гигошвили                     |                                                   | 1962—1969                                         | КПСС                                              |                                                   |                                                   |                                                   |
| 5                                                 | Георгий Ираклиевич Чоговадзе                      |                                                   | 1969—1970                                         | КПСС                                              |                                                   |                                                   |                                                   |
| 6                                                 | Реваз Яковлевич Пруидзе                           |                                                   | 1970—1970                                         | КПСС                                              |                                                   |                                                   |                                                   |
| 7                                                 | Шалва Давидович Кикнадзе                          |                                                   | 1970 — 1971                                       | КПСС                                              |                                                   |                                                   |                                                   |
| 8                                                 | Теймураз Николаевич Горделадзе                    |                                                   | 1971 — 1981                                       | КПСС                                              |                                                   |                                                   |                                                   |
| 10                                                | Георгий Дмитриевич Джавахишвили                   |                                                   | 1 января 1985 — 1 января 1990                     | КПСС                                              |                                                   |                                                   |                                                   |
| 12                                                | Георгий Хоштария                                  |                                                   | 26 ноября 1990 — 15 сентября 1991                 | КПСС                                              |                                                   |                                                   |                                                   |

### Министры иностранных делГрузии
| #     | Министр               | Фото | Период нахождения в должности     | Партия                                             | В подчинении правительства |
| ----- | --------------------- | ---- | --------------------------------- | -------------------------------------------------- | -------------------------- |
| 1     | Мурман Оманидзе       |      | 15 сентября — 31 декабря 1991     |                                                    |                            |
| 2     | Александр Чикваидзе   |      | 1 марта 1992 — 21 декабря 1995    |                                                    |                            |
| 3     | Ираклий Менагаришвили |      | 15 декабря 1995 — 29 ноября 2003  |                                                    |                            |
| и. о. | Мераб Антадзе         |      | 29 ноября — 30 ноября 2003        |                                                    |                            |
| 4     | Тедо Джапаридзе       |      | 30 ноября 2003 — 20 марта 2004    |                                                    |                            |
| 5     | Саломе Зурабишвили    |      | 20 марта 2004 — 19 октября 2005   | Единое национальное движение (до 2005) Путь Грузии |                            |
| 6     | Гела Бежуашвили       |      | 19 октября 2005 — 31 января 2008  |                                                    |                            |
| 7     | Давид Бакрадзе        |      | 31 января — 24 апреля 2008        | Единое национальное движение                       |                            |
| и. о. | Григол Вашадзе        |      | 24 апреля — 5 мая 2008            | беспартийный                                       |                            |
| 8     | Эка Ткешелашвили      |      | 5 мая — 6 декабря 2008            |                                                    |                            |
| 9     | Григол Вашадзе        |      | 6 декабря 2008 — 25 октября 2012  | беспартийный                                       |                            |
| 10    | Майя Панджикидзе      |      | 25 октября 2012 — 5 ноября 2014   | Грузинская мечта — Демократическая Грузия          |                            |
| 11    | Тамара Беручашвили    |      | 11 ноября 2014 — 1 сентября 2015  |                                                    |                            |
| 12    | Георгий Квирикашвили  |      | 1 сентября 2015 — 30 декабря 2015 | Грузинская мечта — Демократическая Грузия          |                            |
| 13    | Михаил Джанелидзе     |      | 30 декабря 2015 — 21 июня 2018    |                                                    |                            |
| 14    | Давид Залкалиани      |      | 21 июня 2018 — 4 апреля 2022      |                                                    |                            |
| 15    | Илья Дарчиашвили      |      | 4 апреля 2022 — 28 ноября 2024    |                                                    |                            |
| 16    | Мака Бочоришвили      |      | С 28 ноября 2024                  | Грузинская мечта — Демократическая Грузия          |                            |